# Ocotea pharomachrosorum
Ocotea pharomachrosorum är en lagerväxtart som beskrevs av J. Gómez-laurito. Ocotea pharomachrosorum ingår i släktet Ocotea och familjen lagerväxter. Inga underarter finns listade i Catalogue of Life.